# Tulasnella irregularis
Tulasnella irregularis är en svampart som beskrevs av Warcup & P.H.B. Talbot 1980. Tulasnella irregularis ingår i släktet Tulasnella och familjen Tulasnellaceae.   Inga underarter finns listade i Catalogue of Life.